# The Best of OMD
Pour les articles homonymes, voir Best of.
The Best of OMD est la première compilation d'Orchestral Manoeuvres in the Dark, marquant les dix ans d'existence du groupe.
- Date de parution de l'album : 12 mars 1988
- Label : Virgin Records
- Genres : Electronic/Dance, New Wave, Electro Rock

## Liste des titres
1. Electricity
2. Messages
3. Enola Gay
4. Souvenir
5. Joan of Arc
6. Maid of Orleans
7. Telegraph
8. Tesla Girls
9. Locomotion
10. Talking Loud and Clear
11. So In Love
12. Secret
13. If You Leave
14. (Forever) Live and Die
15. Dreaming
16. Genetic Engineering
17. We Love You (12" version)
18. La Femme accident (12" version)